# Unia Prezydentów – Obywatele do Senatu
Unia Prezydentów – Obywatele do Senatu (UP-OdS) – polski ruch społeczno-polityczny zorganizowany w 2011 przez prezydenta Wrocławia Rafała Dutkiewicza, mający na celu start popieranych przez bezpartyjnych prezydentów miast kandydatów do Senatu RP w wyborach parlamentarnych w 2011.

## Geneza
Po sukcesie, startujących jako KWW Rafała Dutkiewicza, kandydatów Dolnego Śląska XXI (dawnej części ruchu Polska XXI) w wyborach samorządowych w 2010 (gdy zajęli oni 2. miejsce w głosowaniu do sejmiku dolnośląskiego, wprowadzając do niego 9 radnych) i przemianowaniu stowarzyszenia na Obywatelski Dolny Śląsk w lutym 2011, powstały pomysły startu kandydatów stowarzyszenia do Senatu. Ostatecznie inicjatywa przybrała wymiar ogólnokrajowy, w wyniku przystąpienia do niej prezydentów miast z innych województw. O utworzeniu ruchu „Obywatele do Senatu” Rafał Dutkiewicz poinformował na konferencji prasowej 5 lipca 2011 wspólnie z prezydentem Krakowa Jackiem Majchrowskim i prezydent Zabrza Małgorzatą Mańką-Szulik. Do inicjatywy przystąpili też inni prezydenci, m.in. Zygmunt Frankiewicz (Gliwice), Wojciech Szczurek (Gdynia) i Michał Zaleski (Toruń). 28 lipca w Pławniowicach 15 prezydentów miast podpisało deklarację programową ruchu.

## Wybory parlamentarne w 2011
19 sierpnia oficjalnego poparcia inicjatywie Unia Prezydentów – Obywatele do Senatu udzielił Jerzy Stuhr. Dzień później ruch zaprezentował swoich kandydatów w wyborach.
Kandydaci UP-OdS startowali z różnych komitetów wyborczych:
- 30 kandydatów startowało pod ogólnokrajowym szyldem „Unia Prezydentów – Obywatele do Senatu”[7];
- 7 kandydatów Obywatelskiego Dolnego Śląska startowało jako przedstawiciele KWW Rafał Dutkiewicz;
- 3 kandydatów z województwa świętokrzyskiego startowało pod szyldem komitetu prezydenta Kielc Wojciecha Lubawskiego Senat dla Obywateli (związanego z Porozumieniem Samorządowym).

Oprócz tego Unia Prezydentów poparła 6 kandydatów niezależnych. Łącznie z inicjatywą związanych było 46 startujących kandydatów do Senatu. Poparcie dla kandydatów OdS zadeklarowała partia Polska Jest Najważniejsza. Ponadto ruch zawarł porozumienie o współpracy z Sojuszem Lewicy Demokratycznej, który także zdeklarował wspieranie kandydatów OdS.
Jedynym kandydatem związanym z UP-OdS, który zdobył mandat senatorski, został wiceprezydent Wrocławia Jarosław Obremski, startujący w okręgu nr 8 z ramienia KWW Rafał Dutkiewicz, który zdobył 63 717 (41,89%) głosów.
| Poparcie dla kandydatów nominowanych i popieranych przez UP-OdS do Senatu w wyborach 2011 | Poparcie dla kandydatów nominowanych i popieranych przez UP-OdS do Senatu w wyborach 2011 | Poparcie dla kandydatów nominowanych i popieranych przez UP-OdS do Senatu w wyborach 2011 | Poparcie dla kandydatów nominowanych i popieranych przez UP-OdS do Senatu w wyborach 2011 | Poparcie dla kandydatów nominowanych i popieranych przez UP-OdS do Senatu w wyborach 2011 | Poparcie dla kandydatów nominowanych i popieranych przez UP-OdS do Senatu w wyborach 2011 | Poparcie dla kandydatów nominowanych i popieranych przez UP-OdS do Senatu w wyborach 2011 | Poparcie dla kandydatów nominowanych i popieranych przez UP-OdS do Senatu w wyborach 2011 |
| Woj.                                                                                      | Nr                                                                                        | Kandydat                                                                                  | Msc.                                                                                      | Głosów                                                                                    | Głosów                                                                                    | Strata                                                                                    | Nazwa komitetu                                                                            |
| Woj.                                                                                      | Nr                                                                                        | Kandydat                                                                                  | Msc.                                                                                      | Liczba                                                                                    | %                                                                                         | Strata                                                                                    | Nazwa komitetu                                                                            |
| ----------------------------------------------------------------------------------------- | ----------------------------------------------------------------------------------------- | ----------------------------------------------------------------------------------------- | ----------------------------------------------------------------------------------------- | ----------------------------------------------------------------------------------------- | ----------------------------------------------------------------------------------------- | ----------------------------------------------------------------------------------------- | ----------------------------------------------------------------------------------------- |
| DŚ                                                                                        | 1                                                                                         | Jerzy Zieliński                                                                           | 2.                                                                                        | 20 474                                                                                    | 21,63                                                                                     | -13,92                                                                                    | KWW Rafał Dutkiewicz                                                                      |
| DŚ                                                                                        | 3                                                                                         | Adam Myrda                                                                                | 3.                                                                                        | 33 452                                                                                    | 21,85                                                                                     | -7,65                                                                                     | KWW Rafał Dutkiewicz                                                                      |
| DŚ                                                                                        | 4                                                                                         | Patryk Wild                                                                               | 2.                                                                                        | 28 282                                                                                    | 24,42                                                                                     | -6,21                                                                                     | KWW Rafał Dutkiewicz                                                                      |
| DŚ                                                                                        | 5                                                                                         | Jerzy Makarczyk                                                                           | 3.                                                                                        | 16 573                                                                                    | 14,42                                                                                     | -28,27                                                                                    | KWW Rafał Dutkiewicz                                                                      |
| DŚ                                                                                        | 6                                                                                         | Tomasz Misiak                                                                             | 2.                                                                                        | 46 063                                                                                    | 22,27                                                                                     | -13,08                                                                                    | KWW Rafał Dutkiewicz                                                                      |
| DŚ                                                                                        | 7                                                                                         | Tadeusz Luty                                                                              | 2.                                                                                        | 52 574                                                                                    | 36,95                                                                                     | -6,94                                                                                     | KWW Rafał Dutkiewicz                                                                      |
| DŚ                                                                                        | 8                                                                                         | Jarosław Obremski                                                                         | 1.                                                                                        | 63 717                                                                                    | 41,89                                                                                     | —                                                                                         | KWW Rafał Dutkiewicz                                                                      |
| KP                                                                                        | 11                                                                                        | Marian Filar                                                                              | 3.                                                                                        | 32 328                                                                                    | 24,18                                                                                     | -11,46                                                                                    | KWW Unia Prezydentów – Obywatele do Senatu                                                |
| KP                                                                                        | 12                                                                                        | Jacek Janiszewski                                                                         | 3.                                                                                        | 10 038                                                                                    | 9,52                                                                                      | -28,88                                                                                    | KWW Jacka Janiszewskiego                                                                  |
| LS                                                                                        | 16                                                                                        | Dariusz Jedlina                                                                           | 5.                                                                                        | 14 331                                                                                    | 9,25                                                                                      | -24,93                                                                                    | KWW Unia Prezydentów – Obywatele do Senatu                                                |
| LS                                                                                        | 19                                                                                        | Kazimierz Chrzanowski                                                                     | 6.                                                                                        | 7218                                                                                      | 4,99                                                                                      | -32,54                                                                                    | KWW Unia Prezydentów – Obywatele do Senatu                                                |
| LB                                                                                        | 20                                                                                        | Krzysztof Radkiewicz                                                                      | 4.                                                                                        | 14 291                                                                                    | 12,20                                                                                     | -33,45                                                                                    | KWW Unia Prezydentów – Obywatele do Senatu                                                |
| LB                                                                                        | 21                                                                                        | Władysław Komarnicki                                                                      | 2.                                                                                        | 38 705                                                                                    | 29,87                                                                                     | -4,46                                                                                     | KWW Władysława Komarnickiego                                                              |
| ŁD                                                                                        | 23                                                                                        | Włodzimierz Fisiak                                                                        | 3.                                                                                        | 26 617                                                                                    | 14,37                                                                                     | -27,13                                                                                    | KWW Unia Prezydentów – Obywatele do Senatu                                                |
| ŁD                                                                                        | 25                                                                                        | Jerzy Olejniczak                                                                          | 5.                                                                                        | 6784                                                                                      | 7,28                                                                                      | -22,12                                                                                    | KWW Unia Prezydentów – Obywatele do Senatu                                                |
| ŁD                                                                                        | 27                                                                                        | Marek Trzciński                                                                           | 3.                                                                                        | 27 338                                                                                    | 22,04                                                                                     | -5,19                                                                                     | KWW Unia Prezydentów – Obywatele do Senatu                                                |
| ŁD                                                                                        | 28                                                                                        | Marian Błaszczyński                                                                       | 4.                                                                                        | 18 733                                                                                    | 13,08                                                                                     | -23,08                                                                                    | KWW Unia Prezydentów – Obywatele do Senatu                                                |
| MP                                                                                        | 30                                                                                        | Bogusław Mąsior                                                                           | 4.                                                                                        | 20 516                                                                                    | 8,40                                                                                      | -29,61                                                                                    | KWW Unia Prezydentów – Obywatele do Senatu                                                |
| MP                                                                                        | 31                                                                                        | Jerzy Batko                                                                               | 5.                                                                                        | 14 380                                                                                    | 11,66                                                                                     | -22,53                                                                                    | KWW Unia Prezydentów – Obywatele do Senatu                                                |
| MP                                                                                        | 32                                                                                        | Paweł Klimowicz                                                                           | 3.                                                                                        | 28 453                                                                                    | 17,08                                                                                     | -29,61                                                                                    | KWW Unia Prezydentów – Obywatele do Senatu                                                |
| MP                                                                                        | 33                                                                                        | Włodzimierz Roszczynialski                                                                | 3.                                                                                        | 23 316                                                                                    | 12,83                                                                                     | -39,70                                                                                    | KWW Unia Prezydentów – Obywatele do Senatu                                                |
| MZ                                                                                        | 39                                                                                        | Serafina Ogończyk-Mąkowska                                                                | 4.                                                                                        | 10 340                                                                                    | 9,58                                                                                      | -21,83                                                                                    | KWW Unia Prezydentów – Obywatele do Senatu                                                |
| MZ                                                                                        | 41                                                                                        | Grzegorz Kostrzewa-Zorbas                                                                 | 4.                                                                                        | 23 865                                                                                    | 10,10                                                                                     | -34,71                                                                                    | KWW Unia Prezydentów – Obywatele do Senatu                                                |
| MZ                                                                                        | 42                                                                                        | Krzysztof Rybiński                                                                        | 3.                                                                                        | 33 665                                                                                    | 16,23                                                                                     | -34,03                                                                                    | KWW Unia Prezydentów – Obywatele do Senatu                                                |
| MZ                                                                                        | 47                                                                                        | Zbigniew Grzesiak                                                                         | 4.                                                                                        | 12 209                                                                                    | 10,09                                                                                     | -28,74                                                                                    | KWW Unia Prezydentów – Obywatele do Senatu                                                |
| OP                                                                                        | 51                                                                                        | Tadeusz Konarski                                                                          | 5.                                                                                        | 11 381                                                                                    | 8,84                                                                                      | -25,44                                                                                    | KWW Unia Prezydentów – Obywatele do Senatu                                                |
| OP                                                                                        | 53                                                                                        | Jarosław Chołodecki                                                                       | 7.                                                                                        | 6487                                                                                      | 6,90                                                                                      | -24,03                                                                                    | KWW Unia Prezydentów – Obywatele do Senatu                                                |
| PK                                                                                        | 54                                                                                        | Konrad Hernik                                                                             | 6.                                                                                        | 2731                                                                                      | 2,23                                                                                      | -38,76                                                                                    | KWW Unia Prezydentów – Obywatele do Senatu                                                |
| PL                                                                                        | 59                                                                                        | Leszek Lewoc                                                                              | 5.                                                                                        | 6206                                                                                      | 4,04                                                                                      | -29,69                                                                                    | KWW Niezależnego Kandydata na Senatora Leszka Lewoc                                       |
| PM                                                                                        | 64                                                                                        | Roman Nowosielski                                                                         | 2.                                                                                        | 31 177                                                                                    | 20,71                                                                                     | -26,03                                                                                    | KWW Unia Prezydentów – Obywatele do Senatu                                                |
| PM                                                                                        | 66                                                                                        | Bogdan Lis                                                                                | 4.                                                                                        | 15 996                                                                                    | 13,86                                                                                     | -32,74                                                                                    | KWW Unia Prezydentów – Obywatele do Senatu                                                |
| ŚL                                                                                        | 69                                                                                        | Cezary Marek Graj                                                                         | 7.                                                                                        | 3862                                                                                      | 3,83                                                                                      | -33,29                                                                                    | KWW Unia Prezydentów – Obywatele do Senatu                                                |
| ŚL                                                                                        | 70                                                                                        | Marek Goliszewski                                                                         | 4.                                                                                        | 24 696                                                                                    | 14,73                                                                                     | -33,71                                                                                    | KWW Unia Prezydentów – Obywatele do Senatu                                                |
| ŚL                                                                                        | 71                                                                                        | Wojciech Król                                                                             | 4.                                                                                        | 13 091                                                                                    | 11,19                                                                                     | -31,31                                                                                    | KWW Unia Prezydentów – Obywatele do Senatu                                                |
| ŚL                                                                                        | 72                                                                                        | Adam Hajduk                                                                               | 4.                                                                                        | 16 693                                                                                    | 11,12                                                                                     | -22,80                                                                                    | KWW Adama Hajduka Razem                                                                   |
| ŚL                                                                                        | 73                                                                                        | Bogusław Biegesz                                                                          | 5.                                                                                        | 8300                                                                                      | 6,92                                                                                      | -27,19                                                                                    | KWW Unia Prezydentów – Obywatele do Senatu                                                |
| ŚL                                                                                        | 75                                                                                        | Marek Szczepański                                                                         | 3.                                                                                        | 23 908                                                                                    | 22,40                                                                                     | -22,84                                                                                    | KWW Unia Prezydentów – Obywatele do Senatu                                                |
| ŚL                                                                                        | 76                                                                                        | Mariusz Kalaga                                                                            | 5.                                                                                        | 7947                                                                                      | 5,09                                                                                      | -25,55                                                                                    | KWW Unia Prezydentów – Obywatele do Senatu                                                |
| ŚK                                                                                        | 81                                                                                        | Stanisław Gomułka                                                                         | 4.                                                                                        | 17 076                                                                                    | 11,97                                                                                     | -19,94                                                                                    | KWW W. Lubawskiego – Senat dla Obywateli                                                  |
| ŚK                                                                                        | 82                                                                                        | Andrzej Kobylański                                                                        | 5.                                                                                        | 10 081                                                                                    | 11,97                                                                                     | -30,38                                                                                    | KWW W. Lubawskiego – Senat dla Obywateli                                                  |
| ŚK                                                                                        | 83                                                                                        | Janusz Koza                                                                               | 6.                                                                                        | 12 482                                                                                    | 7,87                                                                                      | -17,21                                                                                    | KWW W. Lubawskiego – Senat dla Obywateli                                                  |
| WM                                                                                        | 87                                                                                        | Piotr Gajewski                                                                            | 4.                                                                                        | 16 081                                                                                    | 13,16                                                                                     | -22,73                                                                                    | KWW Unia Prezydentów – Obywatele do Senatu                                                |
| WP                                                                                        | 94                                                                                        | Edmund Klich                                                                              | 3.                                                                                        | 18 573                                                                                    | 16,65                                                                                     | -17,64                                                                                    | KWW Edmunda Klicha                                                                        |
| WP                                                                                        | 96                                                                                        | Robert Kaźmierczak                                                                        | 6.                                                                                        | 9433                                                                                      | 8,25                                                                                      | -18,75                                                                                    | KWW Unia Prezydentów – Obywatele do Senatu                                                |
| ZP                                                                                        | 97                                                                                        | Longin Komołowski                                                                         | 4.                                                                                        | 15 153                                                                                    | 7,70                                                                                      | -36,59                                                                                    | KWW Longina Komołowskiego                                                                 |
| ZP                                                                                        | 100                                                                                       | Tomasz Krzyżyński                                                                         | 2.                                                                                        | 15 153                                                                                    | 25,53                                                                                     | -21,01                                                                                    | KWW Unia Prezydentów – Obywatele do Senatu                                                |

## UP-OdS w parlamencie
W Senacie VII kadencji 6 września 2011 powstało koło „Obywatele do Senatu”, które utworzyli ubiegający się o reelekcję z ramienia UP-OdS senatorowie: Paweł Klimowicz, Tomasz Misiak i Marek Trzciński (wszyscy należący wcześniej do Platformy Obywatelskiej). W Senacie VIII kadencji związany z UP-OdS senator Jarosław Obremski zasiadł w Kole Senatorów Niezależnych.
W Sejmie VI kadencji (wśród posłów niezrzeszonych) zasiadali kandydaci do Senatu z ramienia UP-OdS (posłowie Stronnictwa Demokratycznego – Marian Filar i Bogdan Lis), a także kandydat niezależny z poparciem UP-OdS (Longin Komołowski).